# Fudbalski Klub Mladost Doboj Kakanj
Il Fudbalski Klub Mladost Doboj Kakanj è una società calcistica bosniaca con sede nella città di Doboj. Milita nella Druga Liga Federacije Bosne i Hercegovine, la terza divisione del campionato bosniaco.

## Storia
La società è stata fondata nel 1959. Quella in Premijer Liga 2015-2016 è stata la prima stagione che la squadra abbia mai disputato nella massima divisione bosniaca.

## Palmarès

### Competizioni nazionali
- Prva liga Federacija Bosne i Hercegovine: 1

2014-2015
- Druga Liga Federacije Bosne i Hercegovine: 1

2012-2013 (centro)